# Șeful Secretariatului Guvernului Japoniei

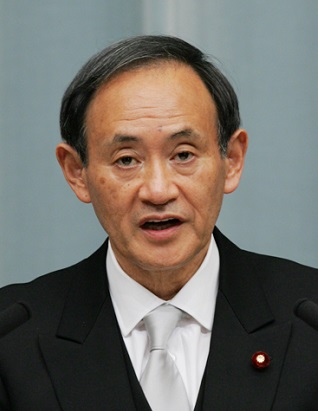
Yoshihide Suga, care deține recordul de lungime în postul de Șef al Secretariatului Guvernului

În Japonia, Șeful Secretariatului Guvernului (内閣官房長官 naikaku kanbō chōkan?) este ministrul de stat însărcinat cu conducerea Secretariatului Guvernului. Șeful Secretariatului Guvernului îndeplinește funcția de purtător de cuvânt al guvernului, conduce cercetări referitoare la proceduri și prepară materialele care urmează a fi discutate în ședințele guvernului. Oficiul Șefului Secretariatului Guvernului se găsește la etajul al cincilea al sediului prim-ministrului japonez din Tokyo.
Înainte și în timpul celui de-al doilea război mondial, poziția fusese cunoscută în japoneză ca 内閣書記官長 (naikaku shokikanchō?). Actuala funcție, cea modernă, a fost creată la 31 mai 1947, la scurt timp după intrarea în vigoare a Constituției Japoniei și ridicată la rang ministerial în 1966. Yoshihide Suga, un fost prim-ministru al Japoniei, care a îndeplinit această funcție în timpul mandatului prim-miniștrul Shinzo Abe, este Șeful Secretariatului Guvernului care a ocupat această funcție timp de 2.821 de zile, un record absolut al funcției.
Încă de la crearea funcției în 1947, funcția de Șef al Secretariatului Guvernului a fost considerată ca o primă treaptă pentru postul de Prim-ministru. The Primul Șef al Secretariatului Guvernului care a devenit Prim-ministru a fost Ichiro Hatoyama, care fusese Șef al Secretariatului Guvernului lui Giichi Tanaka. De atunci cel puțin opt alți Șefi al Secretariatului Guvernului au devenit Primi-miniștri, printre alții Shinzo Abe și Yasuo Fukuda.

## Lista Șefilor Secretariatului Guvernului

### Perioada Shōwa
- Ichirō Hatoyama (1927 - 1929; ulterior prim-ministru, 1954 - 1956)
- Shigeru Yoshida (1936; un birocrat de la Ministerul de Interne, care nu trebuie confundat cu alt Shigeru Yoshida, care a fost prim-ministru și diplomat.)
- Hisatsune Sakomizu (7 aprilie 1945 - 15 august 1945)
- Eisaku Sato (1946; ulterior prim-ministru, 1964 - 1972)
- Masayoshi Ōhira (1960; ulterior prim-ministru, 1978 - 1980)
- Zenko Suzuki (1963 - 1964; ulterior prim-ministru, 1980 - 1982)
- Noboru Takeshita (1972 - 1974; ulterior prim-ministru, 1987 - 1989)
- Kiichi Miyazawa (1980 - 1982; ulterior prim-ministru, 1991 - 1993)

### Perioada Heisei
- Keizo Obuchi (1987 - 1989; ulterior prim-ministru, 1998 - 2000)
- Masajuro Shiokawa (1989)
- Tokuo Yamashita (1989)
- Mayumi Moriyama (1989 - 1990)
- Misoji Sakamoto (1990 - 1991)
- Koichi Kato (1991 - 1992)
- Yōhei Kōno (1992 - 1993)
- Masayoshi Takemura (1993 - 1994)
- Hiroshi Kumagai (1994)
- Kozo Igarashi (1994 - 1995)
- Koken Nosaka (1995 - 1996)
- Seiroku Kajiyama (1996 - 1997)
- Kanezo Muraoka (1997] - 1998)
- Hiromu Nonaka (1998 - 1999)
- Mikio Aoki (1999 - 2000)
- Hidenao Nakagawa (2000)
- Yasuo Fukuda (2000 - 2004; ulterior prim-ministru, 2007 - 2008)
- Hiroyuki Hosoda (2004 - 2005)
- Shinzo Abe (2005 - 2006; ulterior prim-ministru, 2006 - 2007, 2012 - 2020)
- Yasuhisa Shiozaki (2006 - 2007)
- Kaoru Yosano (2007)
- Nobutaka Machimura (2007 - 2008)
- Takeo Kawamura (2008 - 2009)
- Hirofumi Hirano (2009 - 2010)
- Yoshito Sengoku (2010 - 2011)
- Yukio Edano (2011)
- Osamu Fujimura (2011-2012)
- Yoshihide Suga (2012–2020; ulterior prim-ministru, 2020 - 2021)

### Perioada Reiwa
- Katsunobu Katō (2020–2021)
- Hirokazu Matsuno (2021–2023)
- Yoshimasa Hayashi (2023–)